# Adnams

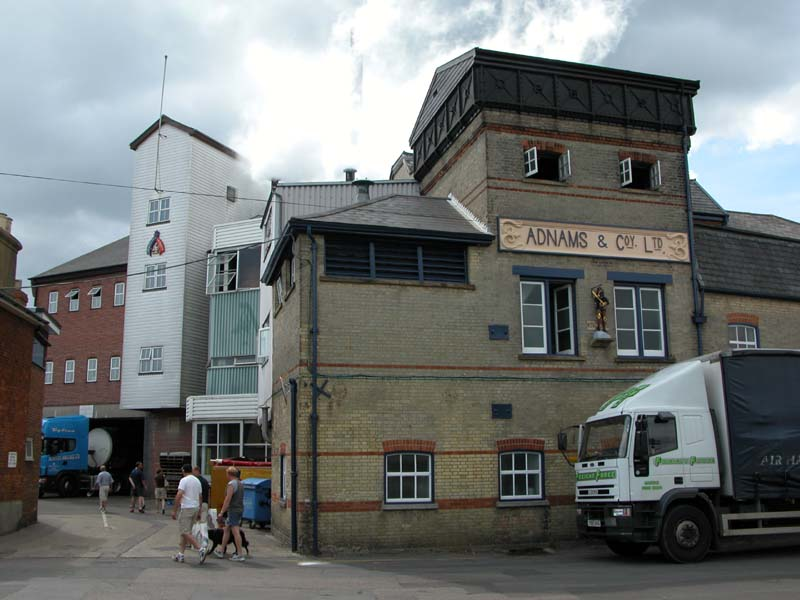
Adnams byggnader i Southwold (2004).

Adnams plc, Sole Bay Brewery, är ett bryggeri i Southwold, Suffolk, Storbritannien. Bryggeriet producerar olika ölsorter och har ett ursprung från 1857 men startade i sin nuvarande företagsform 1890 efter att 1872 ha köpts av George och Ernest Adnams.

## Exempel på varumärken
- Bitter
- Broadside
- Fisherman